# Roel van Duijn
Roeland Hugo Gerrit (Roel) van Duijn (Den Haag, 20 januari 1943) is een Nederlands politicus en politiek activist. Hij was een van de oprichters van Provo en van de Kabouterbeweging. Hij zat voor beide bewegingen in de Amsterdamse gemeenteraad, en werd in 1974 wethouder als lid van de PPR. In totaal was Van Duijn vertegenwoordiger voor in elk geval negen politieke groeperingen, naast de drie eerdergenoemde ook De Groenen, Groen Progressief Akkoord, Groen Amsterdam, Amsterdam Anders/De Groenen, Noord-Holland Anders/De Groenen en GroenLinks. Daarnaast is hij bekend als schrijver en publicist en boerde hij gedurende enige tijd op biologische wijze.

## Levensloop
Van Duijn werd geboren in een theosofisch gezin in de Haagse wijk Bezuidenhout, aan de Jacob Mosselstraat, als jongste van de vijf kinderen van Gerard van Duijn (1900-1962). Hij volgde het gymnasium, en verhuisde in 1963 naar Amsterdam waar hij geschiedenis en politicologie ging studeren en later rechten. Geen van deze studies rondde hij af. In zijn jeugd was hij een enthousiast schaker, en er werd zelfs een variant van de Siciliaanse opening naar hem vernoemd.
Hij organiseerde al in Den Haag demonstraties tegen de atoombom en werd redacteur van De Vrije Socialist. In 1965 was hij, samen met Rob Stolk en Garmt Kroeze een van de oprichters van de Provo-beweging. In het eerste en enige nummer van het blad Barst schreef Roel van Duijn een politiek programma op van één zin: "Revolutie en vernietiging van de staat, het leger, de politie en het ambtelijk apparaat wordt gevolgd door een federatie van revolutionaire communes." Hij ontpopte zich in het blad Provo, en in andere anarchistische media, als de ideoloog van de beweging. Kernstuk van zijn ideologie was dat het proletariaat was ingepakt door de consumptiemaatschappij en daarmee als revolutionaire klasse had afgedaan. De revolutie moest gaan komen van een nieuwe klasse, het provotariaat, dat bestond uit "beatniks, pleiners, magiërs, nozems, provo's, studenten, kunstenaars en andere vrije geesten". Op dat idee was hij gekomen tijdens zijn werk in de redactie van De Vrije. In het voorjaar van 1967 raakte Van Duijn in een depressie die hem tot een grondige spirituele herbezinning noopte. Op aanraden van zijn huisarts ging hij op een boerderij werken - een biologisch-dynamisch boerenbedrijf in Zeeland. Daar ontdekte hij de Kabouterbeweging als symbool van het bondgenootschap van mens en natuur in hun strijd tegen de verwoestende technologie. Tegelijkertijd verdiepte hij zich in het werk van Kropotkin waarin hij een visioen ontwaarde van een vredelievende gemeenschap gebaseerd op samenwerking en wederzijdse hulp. Op 1 oktober 1969 kwam hij voor Provo in de Amsterdamse gemeenteraad, als opvolger van Irène van de Weetering. Vervolgens werd hij raadslid voor Amsterdam Kabouterstad. Op 17 april 1970 werd hij ontvoerd door de rechts-radicaal Joop Baank, die daar ongestraft mee wegkwam, hoewel Van Duijn aangifte tegen hem had gedaan. Zijn verhouding met de Amsterdamse burgemeester Ivo Samkalden was zeer gespannen.

### Wethouder

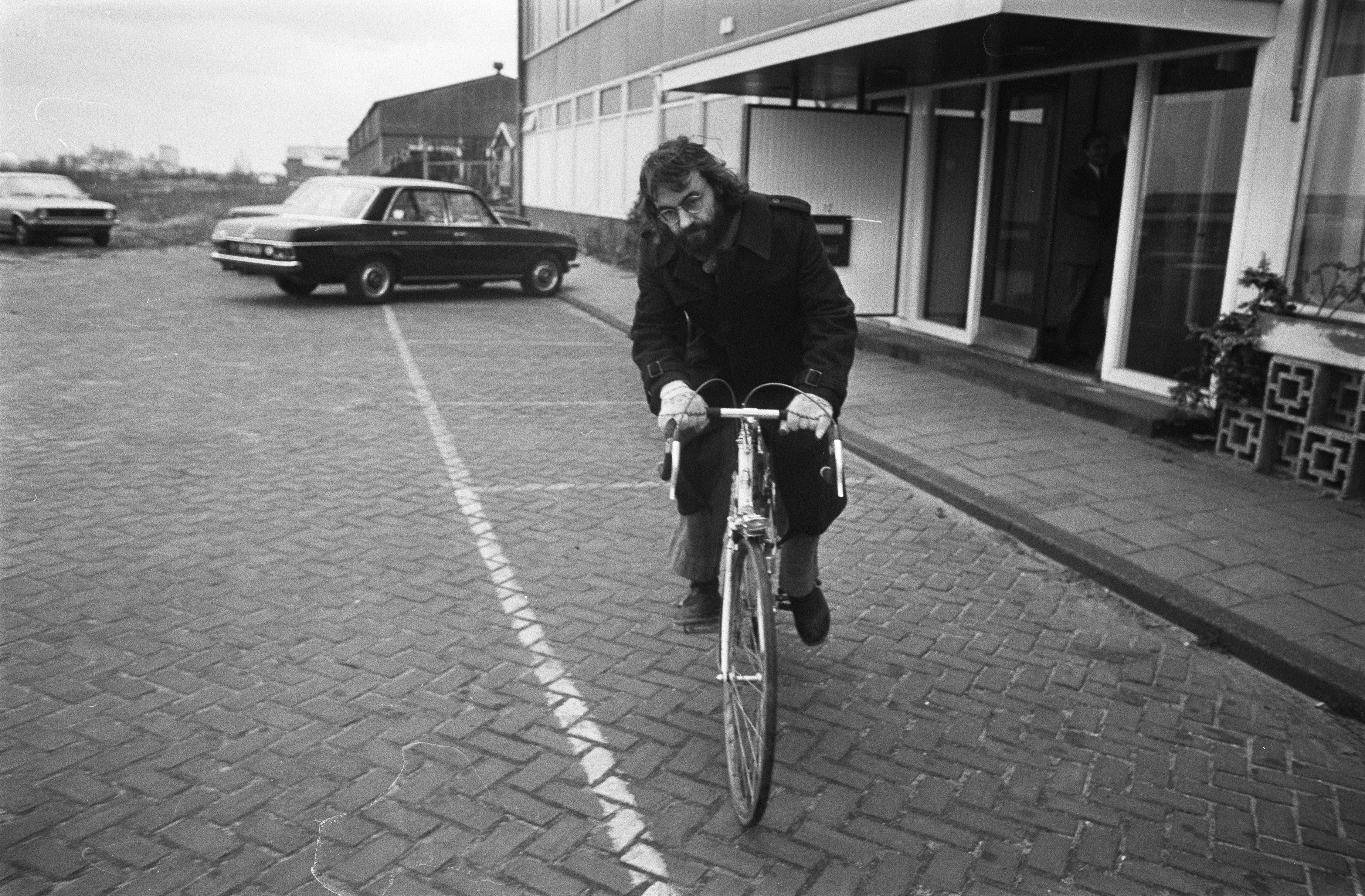
Wethouder Roel van Duijn op zijn Gazelle Champion Mondial (dienst)fiets, die hij uiteindelijk van de gemeente Amsterdam kreeg, toen hij een dienstauto bleef weigeren

Van Duijn werd in 1973 lid van de PPR en werd in september 1974 wethouder voor die partij. Hij wees een dienstauto af en koos in plaats daarvan voor een dienstfiets met 10 versnellingen. Zijn PvdA-collega Cees de Cloe haalde het voorwiel los en gooide dit in de gracht.
Als wethouder gaf Van Duijn onder andere de aanzet tot de toepassing van duurzame energiebronnen en tot het oprichten van een lokale televisiezender (SALTO) en van de aanleg van een gemeentelijk televisiekabelnet. Toen in de nacht van 13 op 14 februari 1975 bij het in aanbouw zijnde metrostation Venserpolder een bom werd ontdekt, was Van Duijn de enige wethouder die weigerde de schuld bij de actievoerders in de Nieuwmarktbuurt te leggen. Hierop werd hij door zijn collega-wethouder Harry Verheij (CPN) met lichamelijk geweld bedreigd. Verheij zei tegen Van Duijn: "Nu ga je er uit, of ik lazer je er uit, ik timmer je er uit!" De positie van Van Duijn in het college was nu onhoudbaar geworden, PSP-wethouder Huib Riethof was hiervoor al afgetreden, maar men kon hem slechts een jaar later tot vertrek dwingen, toen ook PvdA-wethouder Han Lammers aftrad (januari 1976). Achteraf bleek de bom te zijn geplaatst door drie rechts-radicalen, onder wie Joop Baank die hem vijf jaar eerder had ontvoerd.

### Biologische boer en terugkeer in de politiek

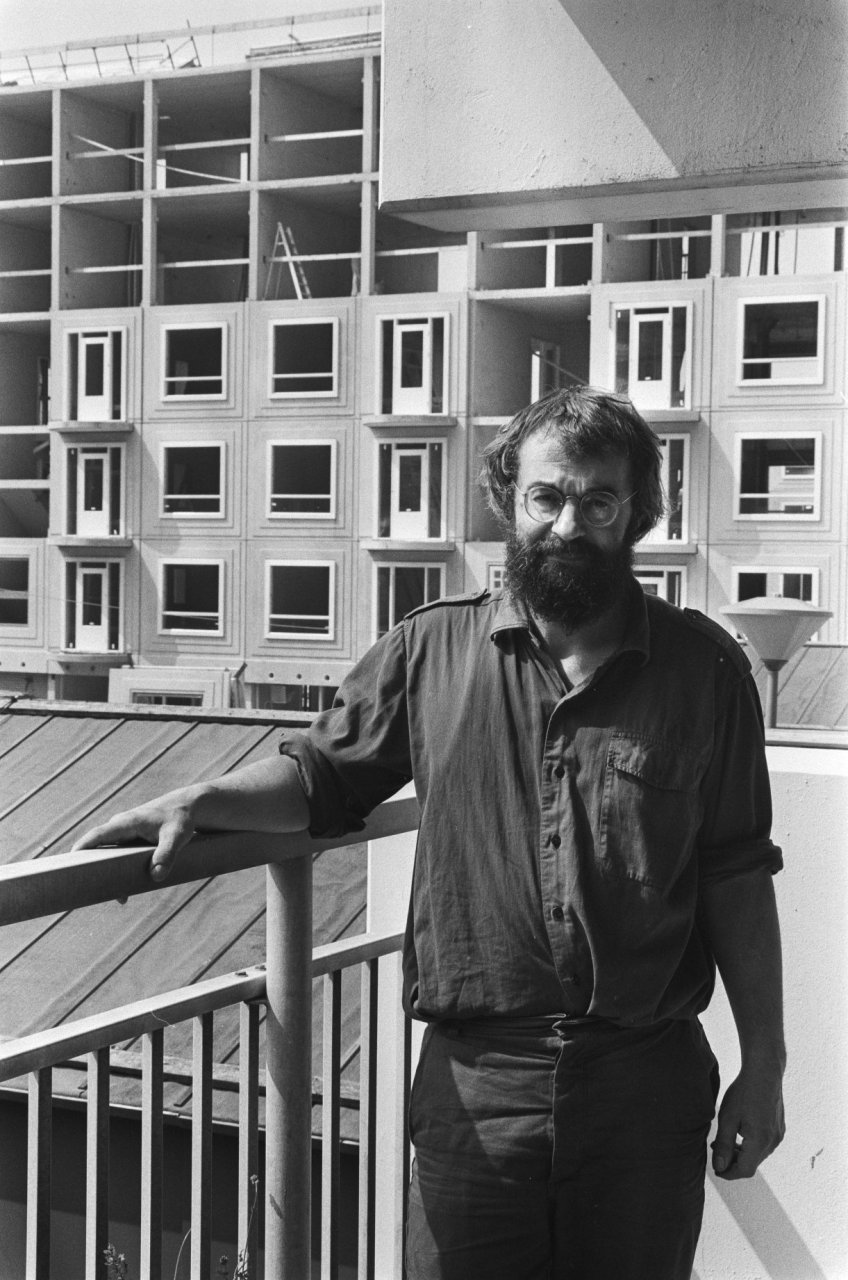
Roel van Duijn op het balkon van zijn flat in de Bijlmer, 1982

In 1977 vestigde hij zich als biologische boer op een kaasboerderij bij Veele (gemeente Vlagtwedde). Hier werden twee zoons geboren. In 1981 keerde hij terug naar Amsterdam, en in 1983 droeg hij de boerderij over. Vanaf 1984 werkte hij bij het Europees Parlement, als fractiemedewerker van het Groen Progressief Akkoord. In 1986 werd Van Duijn opnieuw gemeenteraadslid in Amsterdam, ditmaal voor de politieke partij Groen Amsterdam. Deze lokale partij fuseerde in 1989 met de Federatieve Groenen tot De Groenen. Voor deze partij was hij lijsttrekker bij de Tweede Kamerverkiezingen van 1989. De Amsterdamse fractie van De Groenen ging in 1998 op in het samenwerkingsverband Amsterdam Anders/De Groenen. Een bekend idee van Van Duijn was dat op de overkapte A10 woningen gebouwd zouden moeten worden om het groen in de stad te sparen. In 1999 werd Van Duijn voor De Groenen lid van Provinciale Staten van de provincie Noord-Holland. 14 februari 2001 stapte hij over naar GroenLinks. Voor een samengaan van beide partijen had hij toen al enige jaren gepleit. Een poging om op een verkiesbare plaats op de kandidatenlijst voor de Tweede Kamerverkiezingen 2002 voor GroenLinks te komen, mislukte.
Vanaf 2003 was Van Duijn voor GroenLinks lid van de deelraad Oud-Zuid in Amsterdam. Op 29 november 2008 nam hij na ruim 40 jaar afscheid van de politiek. Dat gebeurde op een symposium van GroenLinks in Amsterdam, onder de titel 'Tegen de hieperkonsumpsie'. Ter gelegenheid van dit afscheid verschenen in diverse publicaties terugblikken op zijn ruim veertigjarige carrière van actievoerder en politicus.

### Persoonlijk en maatschappelijk
Het persoonlijke en het maatschappelijke zijn bij Van Duijn altijd nauw verweven geweest. Van Duijn was gehuwd met José Krijnen. Uit dit huwelijk werd een dochter geboren. Toen bij Krijnen baarmoederhalskanker was geconstateerd wees zij een operatie af omdat ze zich verliet op adviezen van de macrobioot Adelbert Nelissen van het Kushi Instituut. Het paar ging uit elkaar. Na het overlijden van Krijnen richtte Van Duijn het Comité tegen Misbruik van Macrobiotiek op en klaagde hij Nelissen aan. Die werd veroordeeld wegens te kort schieten in de hulpverlening.
Van Duijn hield zich, naar aanleiding van een stukgelopen relatie, bezig met liefdesverdriet. Hij beheerde een website hierover, en gaf tegen betaling adviezen aan mensen met een gebroken hart. In 2006 trouwde hij met de twintig jaar jongere Russische Marina Smirnova. Nadat dit huwelijk strandde vond hij een nieuwe liefde.

## Rechtszaak tegen AIVD
In 2009 bleek dat Van Duijn decennialang door de AIVD was geschaduwd. Hij eiste excuus en inzage in alle documenten. Hij kreeg echter alleen inzage in de stukken tot 1982. Hierop spande hij een rechtszaak aan om de rest in te kunnen zien. Deze zaak won hij in hoger beroep. Ten slotte werden ongeveer 1400 geheime documenten, die hij nooit had mogen zien, vrijgegeven. In 2016 bood het Openbaar Ministerie hem excuses aan voor de onduidelijke en passieve manier waarmee het was omgegaan met de ontvoering in 1970.

## Chopin Genootschap
Als amateur-pianist heeft Van Duijn in 2014 het Chopin Genootschap opgericht, met onder andere pianolerares Dorothé van Wijhe. De groep pianoliefhebbers legt zich toe op de muziek van Frédéric Chopin en verzorgt nu en dan uitvoeringen van diens werk.

## Tweede Wereldoorlog
Sinds 2014 doet Van Duijn, als oorlogskind, onderzoek naar de politieke en geestelijke oorzaken van het nazisme en de Tweede Wereldoorlog. Daaruit is eerst Spitten voor de moffen (2014) ontstaan, waarin het oorlogsdagboek van zijn vader, die gedwongen werd om aan de aanleg van de Atlantikwall mee te werken. Het gaat over de vraag die Roel als jongen aan zijn vader stelde: "Papa, waarom zat jij niet in het verzet?" Daarna verscheen van zijn hand Verraad (2016), over het verzetswerk van arbeiders bij de Hazemeyerfabriek in Hengelo. Zijn voormalige schoonouders, spelen daarin de hoofdrol. Schoonvader Herman Reef belandde in 1942 door verraad in kamp Vught. Van Duijn ontdekte dat diens vrouw Leen Reef-Weel hem en zijn kameraden heeft weten te bevrijden door een relatie aan te gaan met een Duitse SD-er. En dat dit laatste lange tijd ten onrechte als verraad is opgevat. Om de denktrant van de daders te doorgronden schreef hij de biografie van Nazi-vrouw Julia Op ten Noort. Dit vanuit de parallel tussen de in de jaren dertig opkomende extreem rechtse beweging en de huidige populistische beweging.